# Osroes I
Osroes I (em latim: Osroes; em grego: Οσρόης, Osróes) ou Cosroes I (em latim: Chosroes; em grego: Χοσρόης, Chosróes; em parta: 𐭇𐭅𐭎𐭓𐭅; romaniz.: Xusrōw) foi um contendor parta, que governou a porção ocidental do Império Arsácida de 109 a 129, com uma interrupção de um ano. Durante a maior parte de seu reinado, lutou com o rei rival Vologases III (r. 110–147), que estava baseado nas províncias orientais. Em 116, Osroes I foi brevemente deposto de seu trono em Ctesifonte durante uma invasão do imperador Trajano (r. 98–117), que empossou o filho de Osroes, Partamaspates. Após a morte de Trajano no ano seguinte, o governo de Osroes I foi reinstaurado pela nobreza parta. Em 129, foi destituído do poder por Vologases III.

## Nome
Osroes (em grego: Οσρόης, Osróēs) ou Cosroes (Χοσρόης, Chosróēs) é a variante grega e latina do parta e persa médio Cusrou (𐭇𐭅𐭎𐭓𐭅, Xusrōw) ou Cusrau (Xusraw), que por sua vez deriva do avéstico Haosraua (Haosrauuah), "aquele que tem boa fama". Foi registrado em armênio como Cosrove (Խոսրով, Xosrov), em árabe como Quisra (كسرى, Kisra) em persa novo como Cosrove (خسرو, Ḫosrow).

## Vida

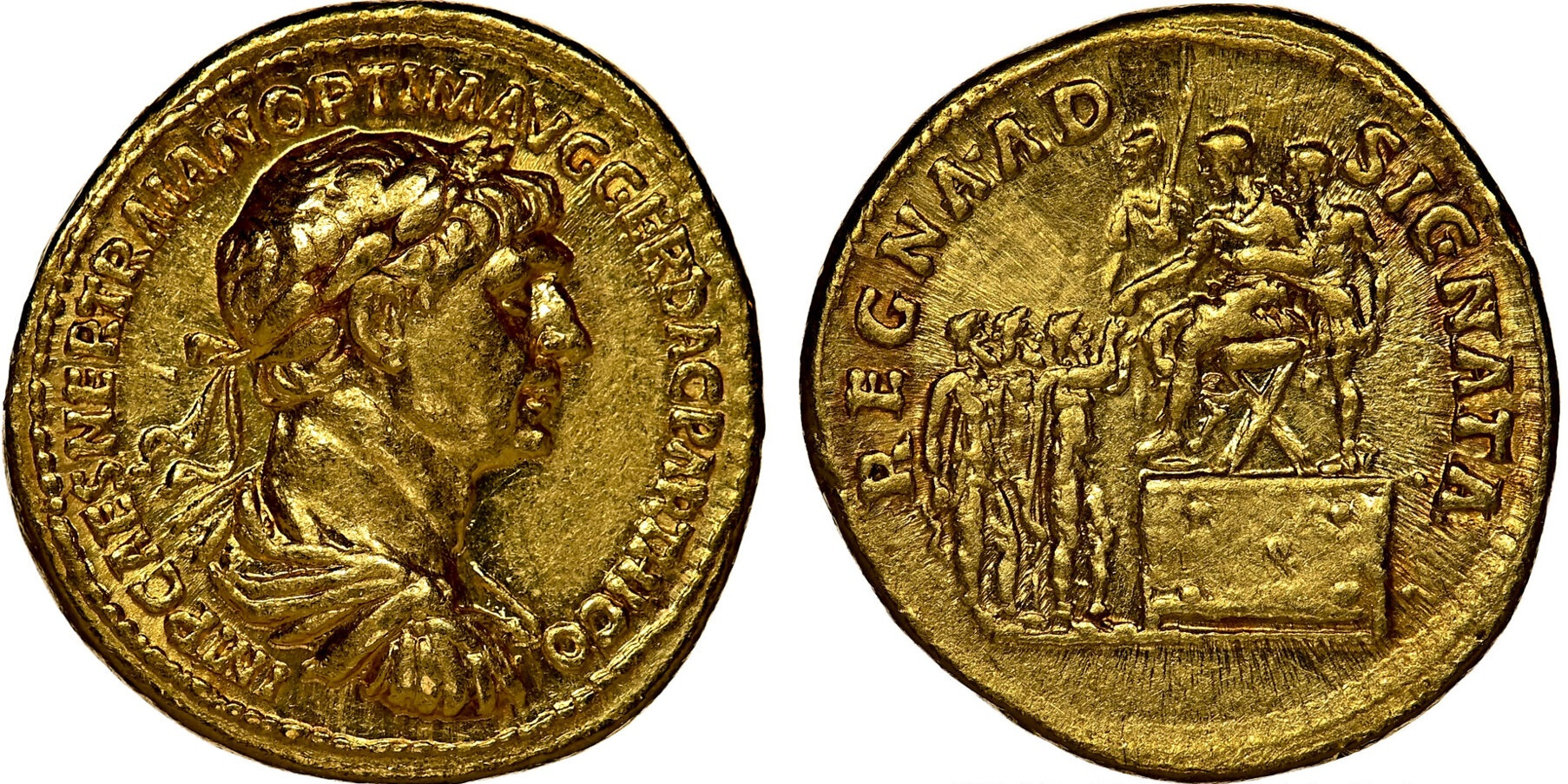
Áureo retratando as vitórias de Trajano no Oriente no qual o imperador concede a diadema a Partamaspates

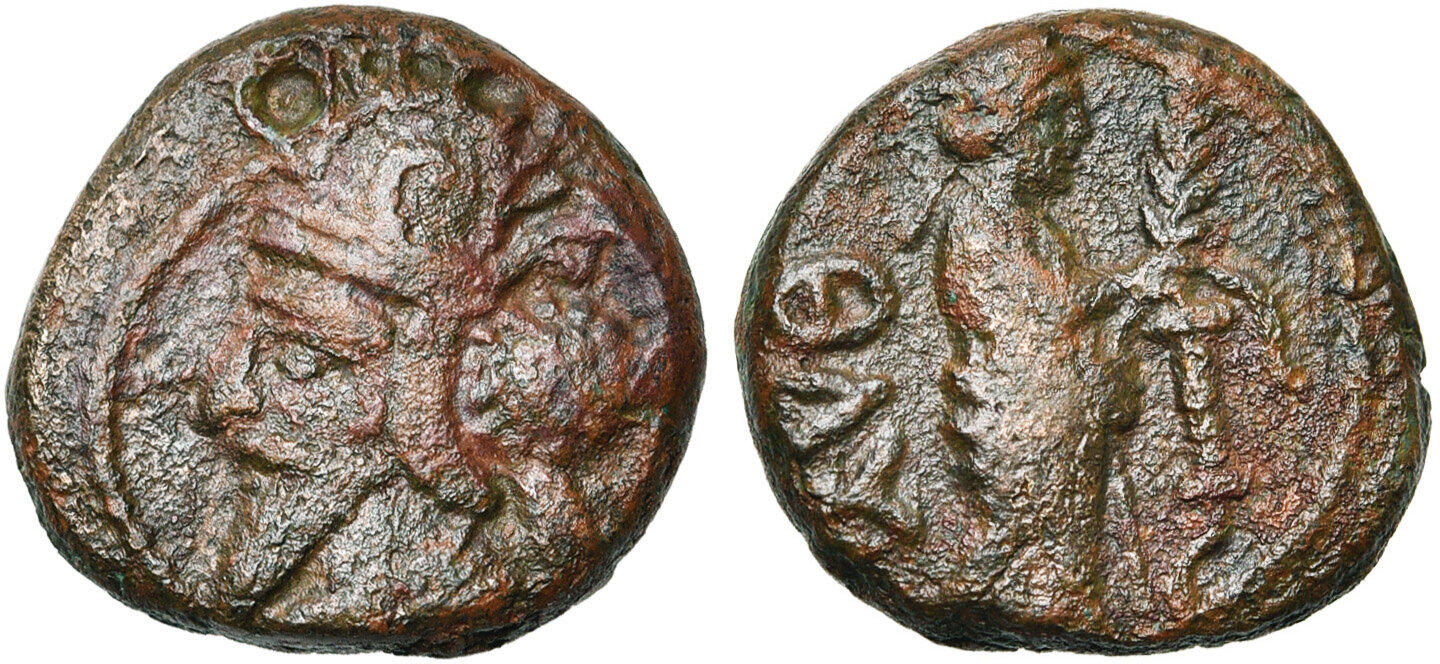
Tetracalque de Osroes cunhado em Selêucida do Tigre

Em 109, Osroes I se revoltou contra o xainxá Pácoro II (r. 78–110) para reivindicar o trono para si. Durante o reinado do filho de Pácoro II, Vologases III (r. 110–147), conseguiu tomar a parte ocidental do império, incluindo a Mesopotâmia, enquanto Vologases III governava no leste. Em 113, violou o Tratado de Randeia com o Império Romano ao depor o irmão de Vologases III, Axídares, e nomear o irmão deste último, Partamásiris, como rei da Armênia. Isso deu ao imperador Trajano (r. 98–117) o pretexto para invadir o domínio parta e tirar vantagem da guerra civil em andamento entre Vologases III e Osroes I. Em 114, Trajano conquistou a Armênia e a transformou numa província romana. Em 116, capturou Selêucia do Tigre e Ctesifonte, as capitais dos partos. Trajano chegou até o Golfo Pérsico, onde forçou o governante vassalo parta de Caracena, Atambelo VII, a pagar tributo. Temendo uma revolta dos partos, Trajano instalou o filho de Osroes I, Partamaspates, no trono em Ctesifonte. Durante sua expedição, Trajano capturou uma filha de Osroes I, que permaneceu cativa romana até o tratado de paz concluído entre as duas potências em 129.
Os ganhos de Trajano foram de curta duração. Revoltas ocorreram em todos os territórios conquistados, com os babilônios e judeus expulsando os romanos da Mesopotâmia, e os armênios sob Sanatruces I causando problemas. Após a morte de Trajano em 117, os partas removeram Partamaspates do trono e restabeleceram Osroes I. O sucessor de Trajano, Adriano (r. 117–138) renunciou os remanescentes das conquistas de Trajano no leste e reconheceu o Tratado de Randeia, com o príncipe parta Vologases I se tornando o novo rei da Armênia. O estado enfraquecido da parte ocidental do Império Arsácida deu a Vologases III (cujos domínios orientais estavam intocados) a oportunidade de recuperar o território perdido apreendido por Osroes I. Em 129, Vologases III finalmente conseguiu remover Osroes I do poder.

## Cunhagem
No anverso de suas moedas de prata, Osroes I é retratado com seus cabelos em cachos, enquanto usa um diadema. Em suas moedas de bronze, no entanto, é retratado com uma tiara com ganchos e um chifre na lateral. As moedas de Osroes I se assemelham muito às de seu homônimo, o governante da Elimaida Osroes, o que levou os estudiosos a sugerir que podem ter sido a mesma pessoa. Outra possibilidade é que o governante da Elimaida tenha copiado a cunhagem de Osroes I.